# Fridrich Ermler
Fridrich Ermler (russisk: Фридрих Маркович Эрмлер) (født 13. maj 1898 i Rēzekne i det Russiske Kejserrige, død 12. juli 1967 i Komarovo i Sovjetunionen) var en sovjetisk filminstruktør, skuespiller og manuskriptforfatter.

## Filmografi
- Katkas renetteæbler (Катька — бумажный ранет, 1926)[1][2]
- Parisisk skomager (Парижский сапожник, 1927)
- Hus i snedriverne (Дом в сугробах, 1928)[3]
- Parisisk skomager (Парижский сапожник, 1928)[4][5]
- Fragment af et imperium (Обломок империи, 1929)[6][7]
- Modplan (Встречный, 1932)
- Store Borger (Великий гражданин, 1938)
- Partisankvinden (Она защищает Родину, 1943)
- Stort brud (Великий перелом, 1945)
- Neokontjennaja povest (Неоконченная повесть, 1955)